# Pacoti
Pacoti é um município brasileiro do estado do Ceará, localizado na Serra do Maciço de Baturité.

## Toponímia
Pacoti é o nome do rio que nasce ao extremo sul da Serra de Baturité e banha o município. Há divergências quanto ao significado da denominação. “Lagoa das Cotias”, “rio das Pacovas” (banana) e “rio das bananeiras”, segundo a língua dos indígenas, antigos habitantes desta terra, são alguns dos significados possíveis. Ainda existe a hipótese de se chamar “Voltado para o Mar”.

## Geografia
Sua população estimada em 2022 era de 11.186 habitantes.
Está localizado no Maciço de Baturité em uma Área de Proteção Ambiental - APA de Baturité e dista aproximadamente 95 km de Fortaleza. O clima é ameno, entre 20 e 30 graus centígrados. Resquícios da Mata Atlântica caracterizam a vegetação local. O mês de julho costuma apresentar as temperaturas mais baixas, chegando a 14°C no período da noite.

## Agricultura
O município é conhecido por sua significativa produção agrícola, destacando-se como grande produtor de chuchu, café, banana, milho, feijão, cana-de-açúcar, hortaliças em geral, entre outros cultivos.

## Turismo
O município oferece opções de hospedagem com boa estrutura, embora não sejam considerados hotéis de luxo. Destacam-se os estabelecimentos como Estância Vale das Flores e Nosso Sítio, que proporcionam aos visitantes uma experiência de contato direto com a natureza. Além disso, oferecem atividades como passeios de caiaque, pedalinho, cavalgadas, passeios de charrete, entre outras opções. Pacoti é conhecido por valorizar a simplicidade em suas opções de hospedagem.
Principais pontos turísticos são:
- Igreja de Nossa Senhora da Conceição - Foi construída em 1885, é uma das mais antigas edificações da cidade. Conta-se que o povoado de Pendência nasceu ao redor desta matriz, que depois de muito tempo foi elevada a cidade. Teve como primeiro vigário o Padre Constantino Matos. Com características coloniais, passou por reformas durante a gestão do Padre Erfo. Nela está sepultado um dos maiores benfeitores do Município de Pacoti, o Alemão Padre Quiliano (Fridollin Mithnat), que passou quase toda sua vida aqui, trazendo recursos para ajudar as pessoas carentes. Ajudou a construir o Hospital Padre Quiliano, o Instituto Maria Imaculada, entre outras instituições. A arquitetura original possuía características coloniais, antes de ter sofrido algumas reformas, durante a gestão do Padre Erfo. Está localizada na Praça Monsenhor Tabosa. Na igreja, estão sepultados alguns dos benfeitores de Pacoti, inclusive o alemão Padre Quiliano (Fridollin Mithnat), que chegou a esta cidade como fugitivo da Primeira Guerra Mundial, onde residiu até os últimos dias de sua vida.
- Capela Nossa Senhora das Graças
- Polo de Lazer de Pacoti
- Capela São Sebastião (Comunidade de Boa Hora)
- Arco Nossa Senhora de Fátima
- Capela da Donaninha
- Sítio São Luís - Está localizado no Distrito de Santana. Seu casarão foi construído pelo Coronel da Guarda Nacional, João Pereira Castello Branco (1822-1900), entre 1870 e 1880. A construção, feita por mãos de escravos, impressiona pelo porte arrojado de suas belas colunas, totalizando 30 no total. Além disso, é admirável pela estrutura sólida de seus arcos de quinas abauladas, toda erguida em tijolo e barro, produzidos no local com argila escura e queimados em fogo artesanal. O Sítio São Luís, conforme relata o livro "Pacoti, História & Memória" de Levi Jucá, chegou a ser a maior propriedade de Pacoti, segundo o Serviço de Inspeção e Defesa Agrícolas do Brasil. Por essa razão, também era conhecido como "Fazenda São Luís", título mais comum às propriedades do sertão, devido à sua grande extensão. Até hoje, moradores de Santana, um povoado próximo, costumam se referir a ele como fazenda. Em 1911, o Sítio São Luís produziu 20 mil quilos de açúcar, duas mil arrobas de café (produzidas por 300.000 mil pés) e 3.000 quilos de borracha de maniçoba. Atualmente, a propriedade retomou a produção de café (café arábica típica) e faz parte da "Rota Verde do Café", um roteiro turístico criado em novembro de 2015 pelo Sebrae-CE.

## Política
| Ordem | Nome                                    | Cargo                 | Período     |
| ----- | --------------------------------------- | --------------------- | ----------- |
| 1°    | João Pacífico da Costa Caraca           | Intendente            | 1890 - 1892 |
| 2°    | José Lobato da Silveira                 | Intendente            | 1892        |
| 3°    | José Coelho de Souza Catunda            | Intendente            | 1892 - 1893 |
| 4°    | Manoel Veríssimo de Oliveira            | Intendente            | 1893 - 1896 |
| 5°    | José Pereira Castelo Branco             | Intendente            | 1896 - 1899 |
| 6°    | Francisco A. da Luz                     | Intendente            | 1901 - 1904 |
| 7°    | Raymundo Moreira Vianna                 | Intendente            | 1904 - 1907 |
| 8°    | Aderaldo Francisco Sampaio              | Intendente            | 1907 - 1909 |
| 9°    | José Cícero Sampaio                     | Intendente            | 1909        |
| 10°   | Major Francisco Ribeiro Guimarães       | Intendente            | 1909 - 1911 |
| 11°   | Luiz Gonzaga Sampaio                    | Intendente            | 1911 - 1912 |
| 12°   | Capitão José Gomes Pimenta              | Intendente            | 1912 - 1914 |
| 13°   | Cel.José Francisco Sampaio              | Intendente            | 1914        |
| 14°   | Luiz Gonzaga Sampaio                    | Intendente            | 1914 - 1917 |
| 15°   | José Cícero Sampaio                     | Intendente            | 1917 - 1922 |
| 16°   | Antonio Duarte de Holanda               | Intendente            | 1922 - 1923 |
| 17°   | Dr.Luiz Cícero Sampaio                  | Intendente            | 1923 - 1930 |
| 18°   | Aristides Braga                         | Interventor Municipal | 1930 - 1931 |
| 19°   | Júlio Ramos de Medeiros                 | Prefeito              | 1934        |
| 20°   | Josias Nepomuceno                       | Prefeito              | 1934 - 1935 |
| 21°   | Alarico Ribeiro Guimarães               | Prefeito              | 1935 - 1945 |
| 22°   | João A. Lopes                           | Prefeito              | 1945 - 1946 |
| 23°   | Claudemiro Lopes Bezerra                | Prefeito              | 1946 - 1947 |
| 24°   | Lauro A. Caracas                        | Prefeito              | 1947        |
| 25°   | João Farias Filho e Aberto Belo da Mota | Prefeito              | 1947 - 1948 |
| 26°   | Dr.Luiz Cícero Sampaio                  | Prefeito              | 1948 - 1951 |
| 27°   | Mozart Pinheiro Lucena                  | Prefeito              | 1951 - 1954 |
| 28°   | José Joacy Pereira                      | Prefeito              | 1955 - 1959 |
| 29°   | José A. de Sousa                        | Prefeito              | 1959 - 1963 |
| 30°   | Aloísio Menezes Jucá                    | Prefeito              | 1963 - 1967 |
| 31°   | José A. de Sousa                        | Prefeito              | 1967 - 1971 |
| 32°   | Fernando Moreira Sales                  | Prefeito              | 1971 - 1973 |
| 33°   | José Mota Pontes                        | Prefeito              | 1973 - 1977 |
| 34°   | Valdeci Nunes Gomes                     | Prefeito              | 1977 - 1982 |
| 35°   | José Mota Pontes                        | Prefeito              | 1983 - 1988 |
| 36°   | Francisco Rômulo da Cruz Gomes          | Prefeito              | 1989 - 1992 |
| 37°   | Pedro A. Brito Filho                    | Prefeito              | 1993 - 1996 |
| 38°   | Edson Leite Araújo                      | Prefeito              | 1997 - 2004 |
| 39°   | Francisco Rômulo da Cruz Gomes          | Prefeito              | 2005 - 2012 |
| 40°   | Valmir Saraiva Maciel                   | Prefeito              | 2013        |
| 41°   | Maria Orquídea Jacaúna Lima             | Prefeita              | 2013        |
| 42°   | Valmir Saraiva Maciel                   | Prefeito              | 2013        |
| 43°   | Antônio Jorge de Oliveira               | Prefeito              | 2014        |
| 44°   | José Leandro Sousa de Oliveira          | Prefeito              | 2015        |
| 45°   | Edson Leite A.                          | Prefeito              | 2016        |
| 46°   | Paulo Sérgio Maia Sousa                 | Prefeito              | 2016        |
| 47°   | Francisco José Sampaio Leite            | Prefeito              | 2017 - 2020 |
| 48°   | Marcos Venicios Norjosa Gonzaga         | Prefeito              | 2021 - 2024 |

Última alteração em 4 de agosto de 2021